# Paruline noir et blanc
Mniotilta varia
Genre
Espèce
Statut de conservation UICN

 LC  : Préoccupation mineure

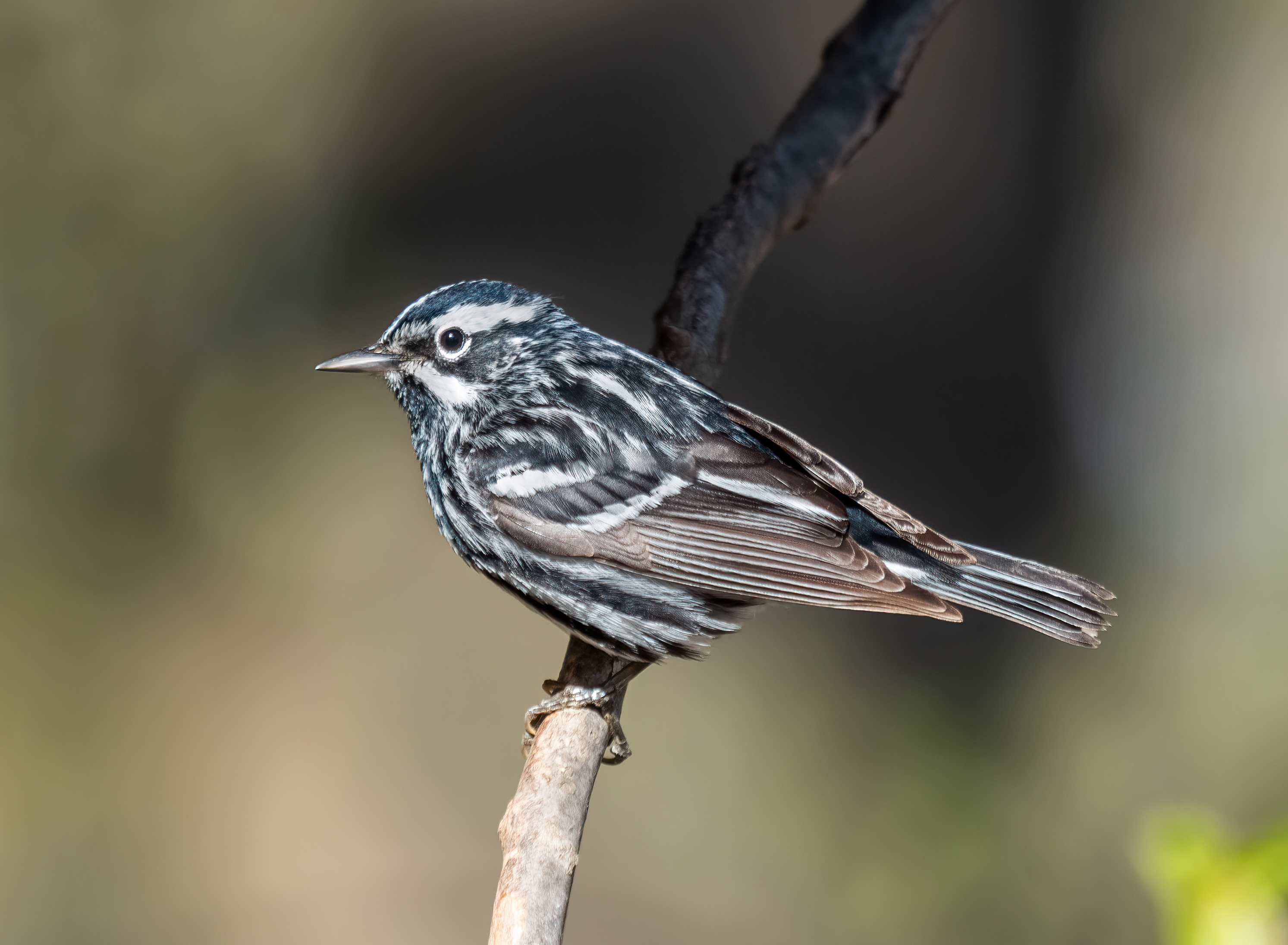
Paruline noir et blanc à Prospect Park, New York. Les plumes brunes des ailes et de la queue indiqueraient qu'il a un an et a effectué sa première migration aller-retour. Avril 2022.

La Paruline noir et blanc (Mniotilta varia) est une espèce de passereaux de la famille des Parulidae, l'unique représentante du genre Mniotilta.

## Répartition

zone de nidification
zone d'hivernage

Cet oiseau niche depuis le centre du Canada à travers la moitié est du continent nord-américain.
Cet oiseau est migrateur, hivernant en Floride, au Mexique, en Amérique centrale, aux Antilles jusqu'au nord du  Pérou et du Venezuela. C'est un très rare visiteur en Europe (principalement aux îles Britanniques).

## Comportement
La Paruline noir et blanc a la particularité de se promener le long des troncs d'arbres et des branches à la façon des sittelles. 